# Devítiocasá kočka

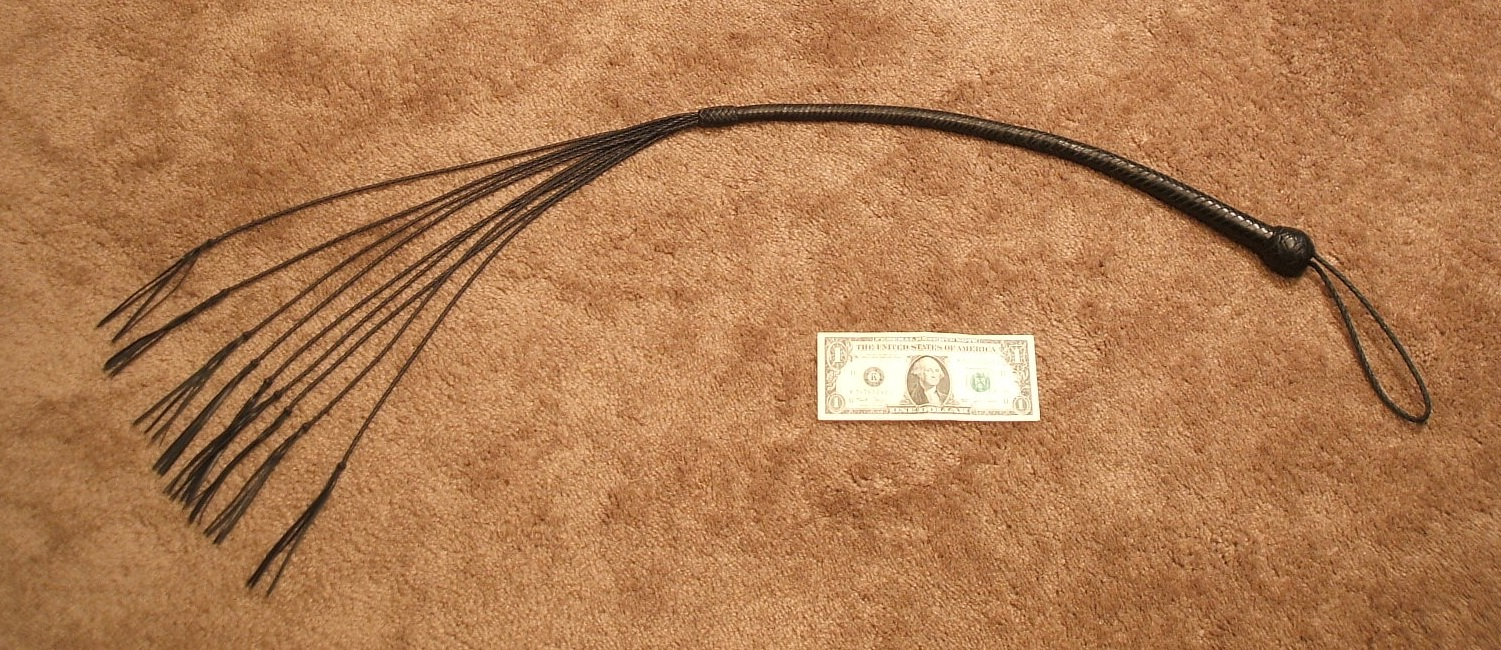
Kožená devítiocasá kočka vyobrazená s dolarovou bankovkou pro porovnání velikostí. Bankovka je přibližně 15 cm dlouhá.

Devítiocasá kočka je druh biče, který byl původně sestrojen pro těžší tělesné trestání, konkrétně u britského Královského námořnictva a v Armádě Spojeného království. Tento bič se používal také pro soudně ukládané tělesné tresty v Británii a některých dalších státech.

## Popis
Devítiocasá kočka je sestrojena z devíti bavlněných lanek dlouhých asi 2,5 stopy (cca 76 cm), opatřených uzlíky. Účelem použití je rozdírání kůže a způsobení silné bolesti.
Tradičních „devět ocasů“ vyplývá ze způsobu, jakým jsou provazce spleteny. Tenčí provazce jsou spleteny ze tří lanek, hlavní tlustý provazec zase ze tří tenkých provazců. Devět ocasů pak vznikne rozuzlením tlustého provazce na tři tenké a jejich následným rozuzlením vždy na tři jednotlivá lanka.

### Variace
Existují různé variace devítiocasé kočky, ať už se nazývají (x-ocasá) kočka či nikoli. Například pro bičování egyptských vězňů se používaly od starověku až do konce 20. století důtky se sedmi ocasy připevněnými na klacku; na každém provázku bylo šest uzlů. Nástroj se používal jen na dospělé muže, chlapci byli trestáni prutem. V roce 2001 bylo používání tohoto nástroje v Egyptě zakázáno.
Někdy se termín „kočka“ nesprávně používá k popisu různých trestných nástrojů (určených k bičování) s libovolným počtem „ocasů“, i pokud jsou tvořeny 80 březovými proutky k bičování opilců nebo jiných provinilců, namísto 80 ran běžně používaných pod právem šaría.